# Gare de Mechroha
La gare de Mechroha est une gare ferroviaire algérienne située sur le territoire de la commune de Mechroha, dans la wilaya de Souk Ahras.

## Situation ferroviaire
La gare est située dans le centre-ville de Mechroha, sur la ligne d'Annaba à Djebel Onk. Elle est précédée de la gare de Aïn Affra et suivie de celle de Aïn Seynour.

## Histoire
Lors de la colonisation, la gare portait le nom de gare de Laverdure.

## Service des voyageurs

### Desserte
La gare de Mechroha est desservie par les trains régionaux de la liaison Annaba - Tébessa.